# Бавария (пивоваренное общество)
Пивоваренное общество «Бавария» (полное название — Российско-Баварское пивоваренное общество под фирмою Бавария в С.-Петербурге) — одна из старейших и крупнейших пивоваренных компаний дореволюционной России. Производство и Правление компании располагались в Санкт-Петербурге.

## История
Как следует из Высочайше утверждённого 29 ноября/11 декабря 1863 года Устава компании: "Для изготовления в России баварского пива, с целью улучшения и удешевления этого продукта учреждается акционерное Общество под названием «Российско-Баварское пивоваренное общество под фирмою Бавария».
Местом изготовления и разлива солодового напитка были выбраны помещения незадолго перед этим разорившегося сахарного заводика на петербургском Петровском острове.
Привезённое из Германии варочное оборудование разместили в главном здании завода, дополнительно были построены бродильное отделение и котельная. Энергию новому предприятию давал паровой двигатель. Для содержания готовой продукции был оборудован большой каменный погреб. Открывшийся пивзавод и увеселительный сад с пивным павильоном в его окрестностях также получили название «Бавария». В 1865 г. завод общества Бавария выпустил свою первую продукцию, а уже в следующем году на выставке в Риге его пиво было отмечено серебряной медалью. В том же 1866 г. завод начал поставлять пиво императорскому Двору, что до Октябрьской революции считалось высшим свидетельством качества продукции
В 1884 г. обществом «Бавария» в Петербурге и его окрестностях было выкуплено порядка 80 пивных лавок, где началась продажа напитков исключительно собственного производства. Благодаря постоянному обновлению и техническому усовершенствованию производства «Бавария» довела объём выпускаемого пива до 900 тысяч вёдер в год. Этот показатель до конца XIX в. оставался наивысшим среди других пивоваренных предприятий тогдашней столицы Российской империи.
В 1906 г. была проведена очередная крупная модернизация заводского оборудования, филиалы петербургского пивоваренного завода появились в других городах России — Воронеже, Моршанске, Козлове. К 1914 г. акционерное общество «Бавария» достигло пика своего производства, объём которого составил 3 миллиона вёдер пива в год.
В его ассортименте тогда были следующие марки пива: «Баварское», «Столовое», «Мюнхенское», «Пльзенское», «Чёрное», «Бок-Бир», «Мартовское» и «Портер». К тому времени (в 1909 г.) принадлежавший акционерному обществу завод стал называться «Старая Бавария».
После начала Первой мировой войны в России был введён «сухой закон», и пивоваренное предприятие вынуждено закрылось. Производство пива на Петровском острове возродилось уже при советской власти под названием «Красная Бавария».